# Inclusion (minéralogie)
Pour les articles homonymes, voir Inclusion.

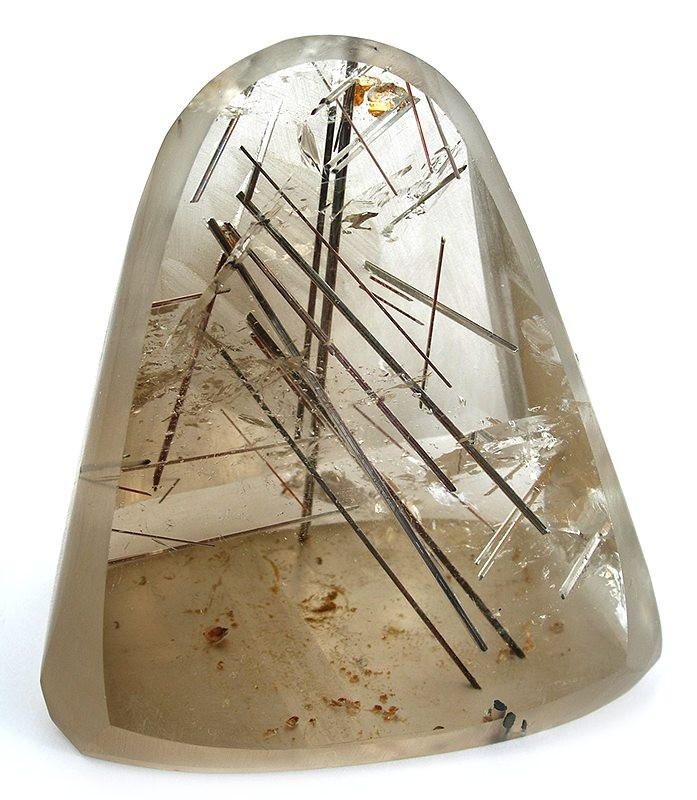
Inclusions de rutile dans un cristal de quartz.

En minéralogie, une inclusion désigne un matériau emprisonné à l'intérieur d'un minéral. Les inclusions peuvent être un liquide, un gaz, du pétrole ou un autre minéral.
En gemmologie, une inclusion est une caractéristique à l'intérieur d'une gemme, qui peut s'étendre de l'intérieur vers la surface.
Les inclusions présentes dans un minéral permettent de déterminer ses conditions de formation ainsi que sa provenance. D'après la loi des inclusions de Hutton, les fragments inclus dans un minéral hôte sont plus anciens que le minéral lui-même.

## Historique

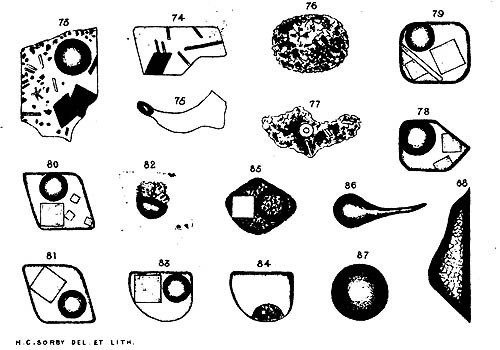
Schémas d'inclusions par Henry Clifton Sorby, 1858.

Les inclusions étaient déjà connues dans l'Antiquité : certains cristaux transparents comme le quartz comportent des inclusions fluides assez grandes pour être visibles à l'œil nu. Elles ont fait l'objet de plusieurs études à travers les siècles. Au Ier siècle, Pline mentionne des « petites inclusions, défauts et vésicules, qui ressemblent à de l'argent » à propos de certaines gemmes. Dans son œuvre sur les gemmes datant du XIe siècle, Al-Bīrūnī traite, entre autres, l'influence d'inclusions fluides sur la qualité des pierres précieuses comme le rubis, le diamant, l'émeraude ou la turquoise. Déodat Gratet de Dolomieu décrit en 1792 des inclusions d'huile de pétrole dans le quartz, mais celles-ci sont considérées comme peu importantes par la plupart des savants de son époque, dont René Just Haüy.
Les premiers travaux significatifs sur les inclusions sont apparus grâce aux développements du microscope optique. En 1822, Humphry Davy publie un article sur les inclusions d'eau et de phases gazeuses dans les cristaux. Il démontre en particulier que la présence de vapeur dans les inclusions est due à la contraction thermique du fluide, favorisant ainsi la théorie du plutonisme sur la formation de la croûte terrestre, qui était opposée à celle du neptunisme. Cependant, le xénomorphisme du quartz dans le granite reste inexpliqué et conduit à l'élaboration de la théorie de la plasticité aqueuse, dans laquelle l'eau contenue dans le granite à haute température rendrait celui-ci plastique, et qui semble soutenir la théorie du neptunisme. Inspiré par les résultats de Davy, David Brewster développe des méthodes expérimentales afin de caractériser plusieurs inclusions et d'étudier les propriétés des fluides qu'elles renferment,. Trois décennies plus tard, les travaux d'Henry Clifton Sorby sur la microstructure des cristaux ouvrent la voie à la pétrographie moderne, notamment par l'utilisation de la technique de la lame mince. Il est le premier à étudier les inclusions vitreuses. Ses résultats ont conduit à l'explication de la genèse des roches volcaniques, des granites et du quartz, présentant la formation des granites comme un intermédiaire entre celle des roches volcaniques (plutonisme) et celle du quartz (neptunisme).
L'étude des inclusions fluides connaît un déclin entre la fin du XIXe siècle et le début du XXe siècle, dû au manque de connaissances thermodynamiques sur les liquides les composant qui conduit à différents résultats apparemment contradictoires. L'étude des inclusions fluides est reprise en France par Georges Deicha en 1950 ; son livre Les lacunes des cristaux et leurs inclusions fluides, paru en 1955, reste un ouvrage de référence en la matière. 
Dans les décennies suivant la Seconde Guerre mondiale, les scientifiques de l'Union Soviétique se sont imposés dans la recherche sur les inclusions vitreuses, en développant notamment des méthodes de chauffage des inclusions sous microscope qui permettent leur étude in-situ.

## Minéralogie
Les inclusions dans un minéral peuvent être constituées d'un ou plusieurs autres minéraux (voire d'un fragment de roche), d'un verre magmatique, d'un liquide (solution saline, pétrole, CO2 liquide, etc.) ou d'un gaz (H2O, CO2, hydrocarbures). Elles peuvent aussi être polyphasées (verre + cristaux, liquide + gaz, deux liquides immiscibles, etc.). Les inclusions constituées de liquide ou de gaz sont qualifiées d'« inclusions fluides », les inclusions constituées d'un seul minéral sont des « inclusions minérales », les inclusions constituées de verre ou d'un assemblage de minéraux sont des « inclusions magmatiques », les inclusions comportant à la fois un fluide et des cristaux sont souvent appelées « inclusions mixtes ».
Selon la période à laquelle elles apparaissent dans l'histoire du minéral hôte, on distingue deux sortes d'inclusions :
- les inclusions primaires, piégées pendant la croissance du cristal-hôte ;
- les inclusions secondaires, formées après la cristallisation du minéral.

### Inclusions fluides

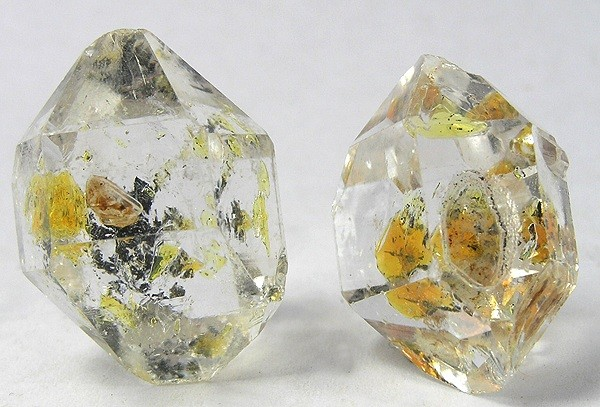
Inclusions d'un liquide orange et de bitume dans deux cristaux de quartz. Provenance : mine Ace of Diamonds, comté de Herkimer, États-Unis.

Les minéraux étant souvent formés à partir d'un mélange en fusion ou d'une solution aqueuse, de petites quantités de ce liquide peuvent se retrouver emprisonnées dans la structure du cristal ou à l'intérieur de fractures refermées. Ces inclusions ont généralement une taille variant entre 0,1 et 1 mm, elles sont donc observées sous microscope optique. Lorsque le fluide piégé dans un minéral est en sursaturation, il peut se former des cristaux à l'intérieur de l'inclusion après refroidissement du minéral hôte, laissant une bulle de liquide ou de gaz.
Les inclusions fluides sont souvent délimitées par des faces parallèles aux surfaces du cristal hôte, on parle alors de formes en « cristaux négatifs », qui sont caractéristiques des inclusions créées par dissolution des défauts de continuité du cristal après sa croissance. Les inclusions fluides primaires, formées pendant la croissance d'un cristal, ont plutôt une forme arrondie et quelconque.
Les inclusions fluides se trouvent dans plusieurs types d'environnement, dont les minéraux de cohésion des roches sédimentaires, les gangues comme le quartz ou la calcite dans les veines de dépôts hydrothermaux, l'ambre fossilisée et les carottes de glace du Groenland et de l'Antarctique. Elles sont généralement composées de plusieurs phases (liquide + vapeur, ou liquide + vapeur + cristaux) et contiennent des informations sur la composition chimique, la température et la pression de l'environnement du minéral lors de sa formation.

### Inclusions magmatiques
Les inclusions magmatiques, ou vitreuses, sont des gouttelettes de magma piégées à l'intérieur de cristaux des roches magmatiques. Elles sont très similaires aux inclusions fluides. Elles ont en général une taille inférieure à 100 μm. Leur étude permet de déterminer la composition des magmas présents au début de la genèse de certains systèmes magmatiques. Comme elles se forment sous haute pression, les inclusions magmatiques livrent des informations importantes sur les quantités de composés volatils (H2O, CO2, S, Cl) conduisant aux éruptions volcaniques.
Bien que petites, les inclusions magmatiques peuvent contenir plusieurs phases, comme des verres (formés par des magmas trempés), des petits cristaux et des bulles de vapeur. Elles se retrouvent dans la plupart des cristaux d'origine magmatique et sont communes dans le quartz, les feldspaths, l'olivine et les pyroxènes. La formation d'inclusions magmatiques semble être une étape normale de la cristallisation des minéraux magmatiques ; elles sont présentes dans les roches magmatiques et plutoniques.

## Gemmologie

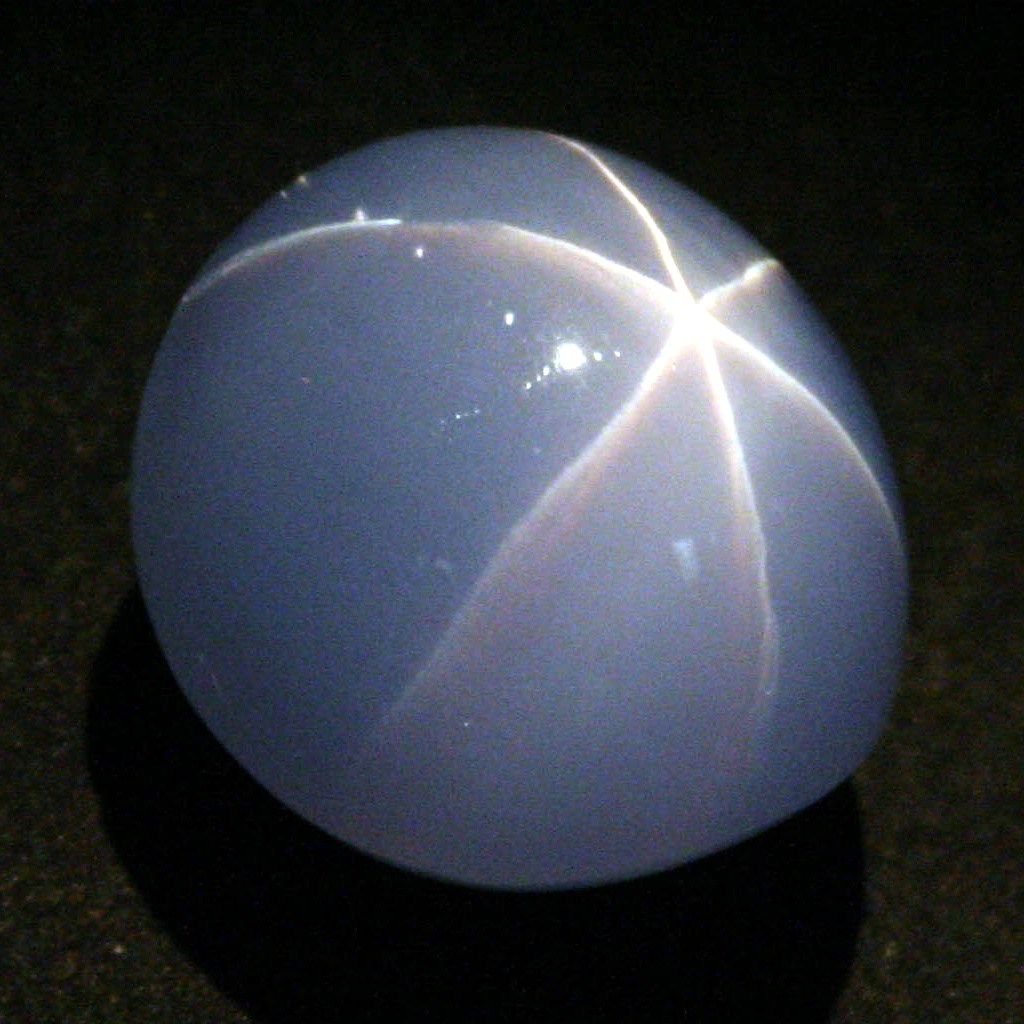
L'Étoile de l’Inde est un saphir avec une inclusion de rutile.

Les inclusions sont un facteur important pour déterminer la valeur d'une gemme. Dans beaucoup de gemmes telles que le diamant, les inclusions affectent la clarté de la pierre, diminuant sa valeur. Ce n'est cependant pas le cas de toutes les gemmes, comme le saphir étoilé dont la qualité dépend de la présence d'inclusions ou l'opale qui contient des inclusions fluides d'eau.
Beaucoup de gemmes colorées, comme l'améthyste, l'émeraude et le saphir, sont connues pour contenir des inclusions, qui affectent peu leur valeur. Elles sont catégorisées en trois types :
- les gemmes colorées de type I sont des gemmes avec très peu ou pas d'inclusions (aigue-marine, topaze, zircon) ;
- les gemmes colorées de type II possèdent souvent quelques inclusions (saphir, rubis, grenat, spinelle) ;
- les gemmes colorées de type III possèdent toujours des inclusions (émeraude, tourmalines).

Les gemmes contenant des inclusions fluides sont très recherchées, mais sont rarement travaillées du fait de leur fragilité.

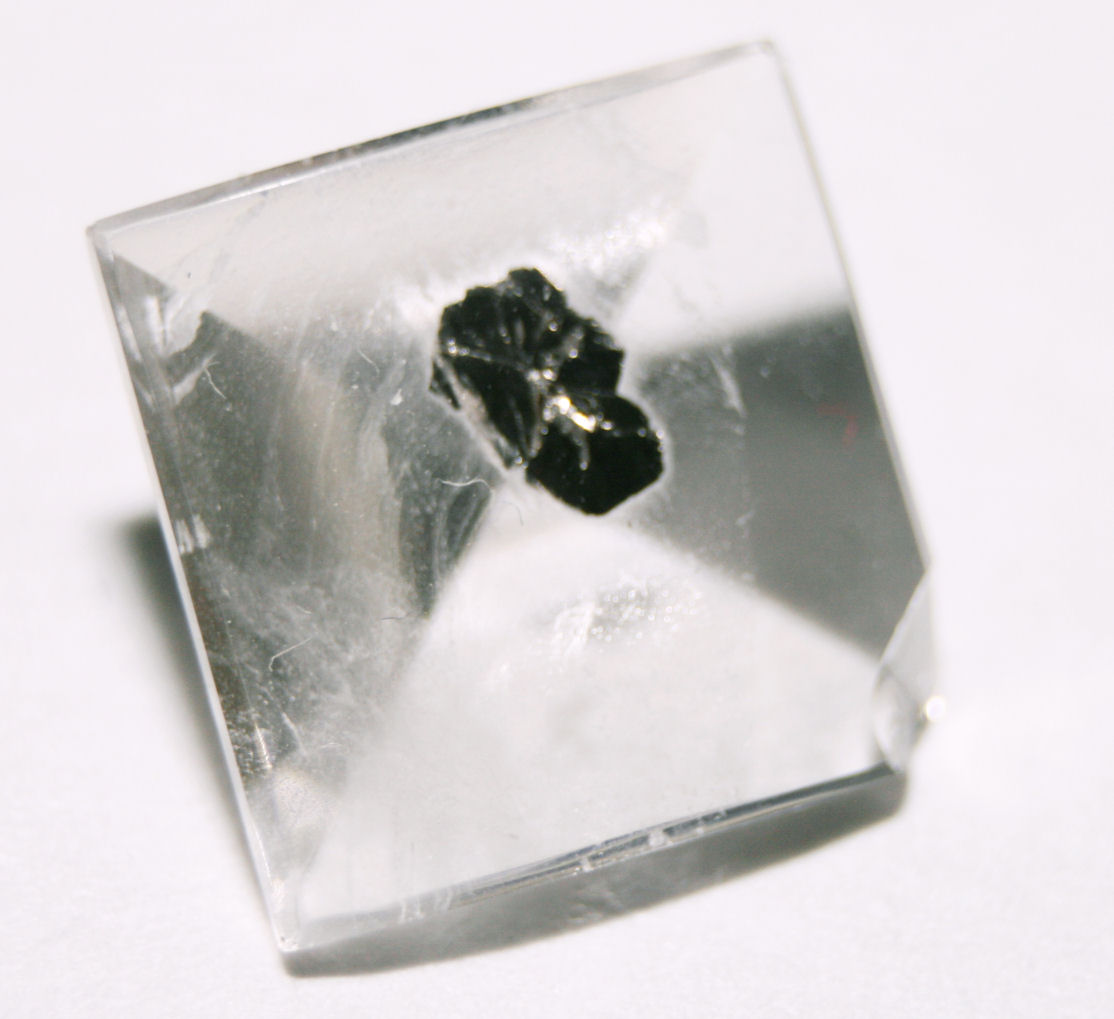
Gemme claire avec inclusion métallique.
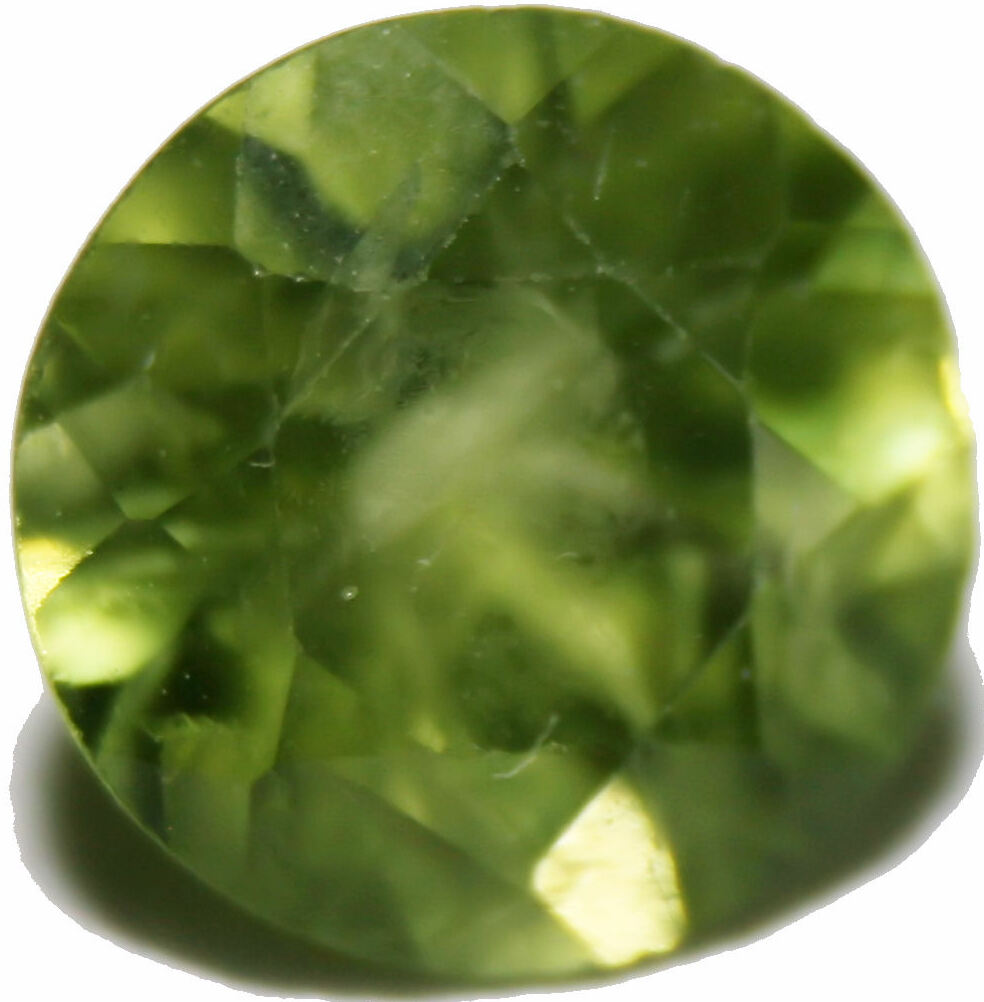
Péridot avec inclusion laiteuse.
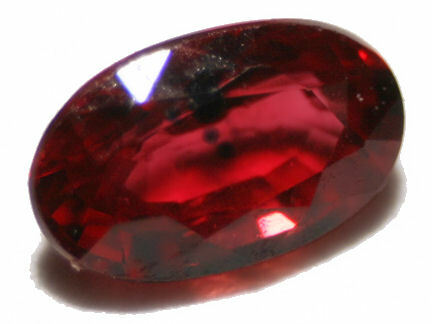
Rubis taillé avec inclusions.

## Applications
Les inclusions d'un minéral donnent des informations sur les conditions de sa formation ainsi que sa provenance. Par exemple, l'analyse des bulles de gaz atmosphérique en tant qu'inclusions dans les carottes de glace est un outil important pour l'étude des changements climatiques.
L'analyse de bulles d'air et d'eau emprisonnées dans de l'ambre fossile datant de 140 millions d'années a indiqué que la teneur en oxygène de l'atmosphère a atteint un pic de près de 35 % pendant le Crétacé, puis a brusquement chuté à un niveau proche du niveau actuel au début du Tertiaire. Ce déclin abrupt correspond ou est proche de l'extinction Crétacé-Tertiaire et pourrait être dû à l'impact d'une grosse météorite qui a créé le cratère de Chicxulub.

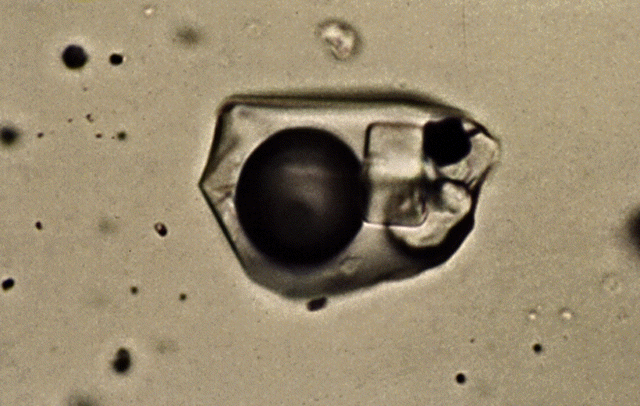
Bulle de gaz dans une inclusion de la taille d'un cheveu. Les contours du cristal hôte ne sont pas visibles.

Dans le cas de la photo ci-contre, une partie du fluide dont est issu le cristal hôte a été piégée lors de la croissance cristalline. Lors de sa capture, la température était encore élevée et le liquide contenait des minéraux dissous. Avec la baisse de la température, ces minéraux se sont cristallisés dans l'inclusion, laissant une bulle de fluide sphérique. Le réchauffement de l'inclusion jusqu'à la dissolution des minéraux et du cristal hôte donne une estimation de la température à laquelle s'est formé le cristal.
Les inclusions fluides sont très étudiées pour comprendre le rôle des fluides dans la croûte terrestre profonde et à l'interface manteau-croûte. Dans des échantillons de granulite, elles ont livré d'importants indices sur la genèse de ces roches par l'apport de fluides sublithosphériques riches en CO2. Des travaux récents proposent que des réactions de décarbonatation lors de métamorphisme extrême, dégageant du CO2, ont contribué à mettre fin à la glaciation Varanger.
L'origine de diamants naturels provenant du Brésil a pu être localisée dans le manteau inférieur terrestre grâce à la présence d'inclusions de ferropériclase de forte concentration en fer.